# Decaisnina biangulata
Decaisnina biangulata är en tvåhjärtbladig växtart som först beskrevs av W. V. Fitzg., och fick sitt nu gällande namn av Bryan Alwyn Barlow. Decaisnina biangulata ingår i släktet Decaisnina och familjen Loranthaceae. Inga underarter finns listade i Catalogue of Life.